# Каркусашвили, Эстате Исидорович
Эста́те Исидо́рович Каркусашви́ли (осет. Кӕркуысты Исидоры фырт Эстате; 25 марта 1921, селение Церовани, Мцхетский район, Грузинская ССР — 1969 год) — советский борец, четырёхкратный чемпион СССР по самбо и чемпион СССР по вольной борьбе. Участник Великой Отечественной войны.

## Биография
Родился 25 марта 1921 года в селении Церовани, Мцхетский район, Грузинская ССР в осетинской семье. Участвовал в Великой Отечественной войне. В 1948 году стал заниматься борьбой под руководством Вахтанга Кухианидзе. С 1949 по 1958 год входит в состав сборной команды СССР. Четыре раза становился первым на чемпионатах СССР по самбо. В 1951 году стал чемпионом СССР по вольной борьбе в Тбилиси, в 1950 году в Туле серебряным призёром, в 1954 году в Ленинграде — бронзовым.
Окончил Грузинский государственный институт физической культуры в Тбилиси. По завершении спортивной карьеры работал тренером в ЦС «Динамо» Тбилиси. Воспитал многих мастеров спорта, среди которых чемпион СССР и бронзовый призёр чемпионата мира Сергей Габараев, чемпион СССР и призёр чемпионата мира Николай Музашвили.
Трагически погиб в 1969 году от поражения электрическим током.

## Спортивные достижения
- Четырёхкратный чемпион СССР по самбо (1949, 1950, 1951, 1954)
- Чемпион СССР по вольной борьбе в Тбилиси (1951)